# Geelpootspeldenknopje
Het geelpootspeldenknopje (Pachygaster leachii) is een vliegensoort uit de familie van de wapenvliegen (Stratiomyidae). De wetenschappelijke naam van de soort is voor het eerst geldig gepubliceerd in 1824 door Curtis.